# Saivo (Karesuando socken, Lappland, 757812-180492)
Saivo är en sjö i Kiruna kommun i Lappland och ingår i Torneälvens huvudavrinningsområde. Sjön har en area på 0,0606 kvadratkilometer och ligger 255 meter över havet. Saivo ligger i Torne och Kalix älvsystem Natura 2000-område.

## Delavrinningsområde
Saivo ingår i det delavrinningsområde (757847-180515) som SMHI kallar för Ovan VDRID = Kelojoki i Muonioälvens vattendragsy*. Medelhöjden är 266 meter över havet och ytan är 2,82 kvadratkilometer. Räknas de 245 avrinningsområdena uppströms in blir den ackumulerade arean 8 026,52 kvadratkilometer. Muonioälven (Njärrejåkkå) som avvattnar avrinningsområdet har biflödesordning 2, vilket innebär att vattnet flödar genom totalt 2 vattendrag innan det når havet efter 356 kilometer. Avrinningsområdet består mestadels av skog (71 procent). Avrinningsområdet har 0,23 kvadratkilometer vattenytor vilket ger det en sjöprocent på 8,3 procent. Bebyggelsen i området täcker en yta av 0,48 kvadratkilometer eller 17 procent av avrinningsområdet.

## Etymologi
Saivo kommer från det samiska ordet sájvva som betyder "helig dubbelbottnad sjö utan tillopp".